# Jihoafrická unie na Letních olympijských hrách 1912
Jihoafrická unie se účastnila Letní olympiády 1912 ve švédském Stockholmu.

## Medailisté
| Medaile | Jméno                        | Sport      | Soutěž                          |
| ------- | ---------------------------- | ---------- | ------------------------------- |
| Zlato   | Charles Winslow              | Tenis      | Muži dvouhra                    |
| Zlato   | Charles Winslow Harry Kitson | Tenis      | Muži čtyřhra                    |
| Zlato   | Rudolf Lewis                 | Cyklistika | Muži silniční závod jednotlivců |
| Zlato   | Kenneth McArthur             | Atletika   | Muži marathon                   |
| Stříbro | Harry Kitson                 | Tenis      | Muži dvouhra                    |
| Stříbro | Chris Gitsham                | Atletika   | Muži marathon                   |